# Élections législatives de 1997 en Nouvelle-Calédonie
Les élections législatives françaises de 1997 se déroulent les 25 mai et 1er juin. Dans la collectivité de la Nouvelle-Calédonie, deux députés sont à élire dans le cadre de deux circonscriptions.

## Élus
| Circonscription | Député sortant                            | Parti | Parti | Député élu ou réélu | Parti | Parti |
| --------------- | ----------------------------------------- | ----- | ----- | ------------------- | ----- | ----- |
| 1re             | Jacques Lafleur                           |       | RPCR  | Jacques Lafleur     |       | RPCR  |
| 2e              | Pierre Frogier suppléant de Maurice Nénou |       | RPCR  | Pierre Frogier      |       | RPCR  |

## Résultats

### Résultats à l'échelle de la collectivité
| Parti          | Parti                            | Premier tour | Premier tour | Second tour | Second tour | Sièges |
| Parti          | Parti                            | Voix         | %            | Voix        | %           | Sièges |
| -------------- | -------------------------------- | ------------ | ------------ | ----------- | ----------- | ------ |
|                | Rassemblement pour la République | 30 444       | 60,10        | 15 398      | 60,99       | 2      |
|                | Divers droite                    | 15 728       | 31,05        | 9 849       | 39,01       | 0      |
|                | La Droite indépendante           | 539          | 1,06         |             |             | 0      |
|                | Droite parlementaire             | 46 711       | 92,21        | 25 247      | 100,00      | 2      |
|                |                                  |              |              |             |             |        |
|                | Front national                   | 3 513        | 6,94         |             |             | 0      |
|                | Divers                           | 432          | 0,85         | 0           |             |        |
|                |                                  |              |              |             |             |        |
| Inscrits       | Inscrits                         | 105 011      | 100,00       | 53 135      | 100,00      | 2      |
| Abstentions    | Abstentions                      | 52 367       | 49,87        | 27 320      | 51,42       |        |
| Votants        | Votants                          | 52 644       | 50,13        | 25 815      | 48,58       |        |
| Blancs et nuls | Blancs et nuls                   | 1 988        | 3,78         | 568         | 2,2         |        |
| Exprimés       | Exprimés                         | 50 656       | 96,22        | 25 247      | 97,8        |        |

### Résultats par circonscription

#### Première circonscription (Nouméa - Îles Loyauté)
|                | Jacques Lafleur sortant réélu | RPR            | 17 356 | 63,07  |  |  |  |
|                | Didier Leroux                 | Divers droite  | 5 394  | 19,6   |  |  |  |
|                | Bernard Herpin                | FN             | 1 992  | 7,24   |  |  |  |
|                | Dick Ukeiwé                   | Divers droite  | 1 162  | 4,22   |  |  |  |
|                | Jean-Raymond Postic           | Divers droite  | 644    | 2,34   |  |  |  |
|                | Claude Sarran                 | MPF (LDI)      | 539    | 1,96   |  |  |  |
|                | Jean Cheval                   | Divers         | 432    | 1,57   |  |  |  |
|                |                               |                |        |        |  |  |  |
| Inscrits       | Inscrits                      | Inscrits       | 51 869 | 100,00 |  |  |  |
| Abstentions    | Abstentions                   | Abstentions    | 23 225 | 44,78  |  |  |  |
| Votants        | Votants                       | Votants        | 28 644 | 55,22  |  |  |  |
| Blancs et nuls | Blancs et nuls                | Blancs et nuls | 1 125  | 3,93   |  |  |  |
| Exprimés       | Exprimés                      | Exprimés       | 27 519 | 96,07  |  |  |  |

#### Deuxième circonscription (Grande Terre)
| Candidat       | Candidat                     | Parti          | Premier tour | Premier tour | Second tour | Second tour |  |
| Candidat       | Candidat                     | Parti          | Voix         | %            | Voix        | %           |  |
| -------------- | ---------------------------- | -------------- | ------------ | ------------ | ----------- | ----------- |  |
|                | Pierre Frogier sortant réélu | RPR            | 13 088       | 56,57        | 15 398      | 60,99       |  |
|                | Philippe Pentecost           | Divers droite  | 6 397        | 27,65        | 9 849       | 39,01       |  |
|                | Thierry Valet                | Divers droite  | 1 556        | 6,73         |             |             |  |
|                | Guy George                   | FN             | 1 521        | 6,57         |             |             |  |
|                | Delin Wema                   | Divers droite  | 575          | 2,49         |             |             |  |
|                |                              |                |              |              |             |             |  |
| Inscrits       | Inscrits                     | Inscrits       | 53 142       | 100,00       | 53 135      | 100,00      |  |
| Abstentions    | Abstentions                  | Abstentions    | 29 142       | 54,84        | 27 320      | 51,42       |  |
| Votants        | Votants                      | Votants        | 24 000       | 45,16        | 25 815      | 48,58       |  |
| Blancs et nuls | Blancs et nuls               | Blancs et nuls | 863          | 3,6          | 568         | 2,2         |  |
| Exprimés       | Exprimés                     | Exprimés       | 23 137       | 96,4         | 25 247      | 97,8        |  |